# Sauwald Straße
Die Sauwald Straße (B 136) ist eine Landesstraße in Österreich. Sie hat eine Länge von 31 km und führt von Schärding am Inn über den Sauwald nach Engelhartszell an der Donau. Die Straße befindet sich im Innviertel im äußersten Nordwesten von Oberösterreich.

## Geschichte
Die Engelhartszell-Schärdinger Bezirksstraße wird seit 1932 als Sauwaldstraße bezeichnet.
Die Sauwald Straße gehört seit dem 1. Jänner 1951 zum Netz der Bundesstraßen in Österreich.